# Galena (Misuri)
Galena es una ciudad ubicada en el condado de Stone en el estado estadounidense de Misuri. En el Censo de 2010 tenía una población de 440 habitantes y una densidad poblacional de 224,42 personas por km².

## Geografía
Galena se encuentra ubicada en las coordenadas 36°48′14″N 93°28′10″O / 36.80389, -93.46944. Según la Oficina del Censo de los Estados Unidos, Galena tiene una superficie total de 1.96 km², de la cual 1.93 km² corresponden a tierra firme y (1.45%) 0.03 km² es agua.

## Demografía
Según el censo de 2010, había 440 personas residiendo en Galena. La densidad de población era de 224,42 hab./km². De los 440 habitantes, Galena estaba compuesto por el 97.73% blancos, el 0% eran afroamericanos, el 0.91% eran amerindios, el 0% eran asiáticos, el 0% eran isleños del Pacífico, el 0.68% eran de otras razas y el 0.68% pertenecían a dos o más razas. Del total de la población el 3.64% eran hispanos o latinos de cualquier raza.